# Дудченки
Дудченки́ — село в Україні, у Білопільській міській громаді Сумського району Сумської області. Населення становить 60 осіб. До 2020 орган місцевого самоврядування - Воронівська сільська рада.

## Географія
Село Дудченки розташоване на відстані 2 км від місця впадіння річки Куянівка в річку Вир. На відстані 1 км розташовані села Штанівка та Москаленки.
Поруч пролягає залізниця, найближча станція Торохтяний та Улянівка.
За 2 км пролягає автомобільний шлях Т 1918.

## Історія
- Село постраждало внаслідок геноциду українського народу, проведеного урядом СССР 1923–1933 та 1946–1947 роках.
- 12 червня 2020 року, відповідно до розпорядження Кабінету Міністрів України № 723-р «Про визначення адміністративних центрів та затвердження територій територіальних громад Сумської області», село увійшло до складу Білопільської міської громади[1].
- 19 липня 2020 року, в результаті адміністративно-територіальної реформи та ліквідації Білопільського району, село увійшло до складу новоутвореного Сумського району[2].

## Економіка
- Садовий коператив «Дудченки».